# Collinder 399
| Collinder 399, conocido también como Cúmulo de la Percha. | Collinder 399, conocido también como Cúmulo de la Percha. |
| --------------------------------------------------------- | --------------------------------------------------------- |
| Ascensión recta                                           | 19h 25min 24s                                             |
| Declinación                                               | +20° 11' 00"                                              |
| Magnitud aparente                                         | +3,6                                                      |
| Magnitud de la estrella más brillante                     | +5,19                                                     |
| Diámetro                                                  | 60 arcmin aprox                                           |

Collinder 399 (también conocido como Cúmulo de Brocchi, Cúmulo de la Percha o Cúmulo de Al Sufi) es un asterismo situado en la constelación de Vulpecula. Fue descrito por vez primera por el astrónomo persa Abd Al-Rahman Al Sufi en su Libro de las Estrellas Fijas en 964, e independientemente descubierto de nuevo por Giovanni Battista Odierna en el siglo XVII. En los años 1920, el astronómo aficionado D. F. Brocchi creó un mapa de este objeto para su uso en la calibración de fotómetros.
El asterismo está compuesto por diez estrellas entre quinta y séptima magnitud que visualmente presentan el aspecto de una percha, una línea recta de seis estrellas "con un gancho" de cuatro estrellas en el lado del sur.
El estatus de este grupo como cúmulo estelar ha cambiado en años recientes. Las estrellas principales fueron catalogadas como un cúmulo abierto por Per Collinder en 1931, y el grupo fue considerado como tal durante la mayor parte del siglo XX. No obstante, utilizando una variedad de criterios, en 1970 se concluyó que sólo seis de las estrellas más brillantes formaban realmente un cúmulo; es más, diversos estudios independientes desde 1998 han determinado que el objeto no es un verdadero cúmulo en absoluto, sino simplemente una alineación casual de estrellas. En general estos estudios basan sus conclusiones en medidas más precisas de paralaje y movimiento propio proporcionadas por el satélite Hipparcos publicadas por primera vez en 1997.